# Narodni pokret 1903. godine
Tijekom 1903. godine izbio je u Banskoj Hrvatskoj tzv. narodni pokret. Riječ je o otvorenom sukobu naroda s oružništvom i pobuni protiv vlasti širih razmjera, koju su poveli protivnici Khuenova sustava i mađarske prevlasti.
Ovi se događaji 1903. – 1904. u literaturi naziva raznim imenima: 
- “hrvatski pokret” (Stjepan Radić, Milan Marjanović)[1]
- “narodni pokret” (Janko Ibler, Ante Trumbić, Mirjana Gross, Vaso Bogdanov, Franjo Tuđman, Stjepan Matković)[1]
- “pokret” (Frano Supilo, Ivo Goldstein)[1]
- “ustanak” (Vaso Bogdanov)[1]
- “revolucionarni pokret” (Josip Horvat)[1]
- “protumađarski narodni pokret” (Dragutin Pavličević)[1]
- pa i “pobuna”, “buna”, “nemiri”, “skupštinski pokret” (Katalog izložbe, Nacionalna i sveučilišna knjižnica, SK, Zagreb, 2003.)[1]
- "skupštinski pokret" (13. studenoga do 8. prosinca 2003., Nacionalna i sveučilišna knjižnica, izložba naziva Odjeci skupštinskog pokreta u Hrvatskoj 1903. među hrvatskim iseljenicima)[1]

## Tijek nemira
U Hrvatskoj se je već duže vrijeme stvaralo veliko nezadovoljstvo zbog financijske ovisnosti Hrvatske o Ugarskoj i tražila se je financijska samostalnost, a kada je Ugarski sabor 1903. godine odbio zahtjev za poboljšanje financijskih uvjeta u Hrvatskoj, u Zagrebu je organizirana javna skupština. U drugim hrvatskim gradovima također su se zakazale javne skupštine, ali ih je ban Khuen zabranio. Izbili su prosvjedi protiv takve odluke u Zagrebu, Osijeku i drugim gradovima gdje su bile zakazane. 
Glavni poticaj za daljnje širenje demonstracija i otvorene pobune dao je sukob vojske i seljaka koji su skinuli mađarsku zastavu sa željezničke postaje u Zaprešiću 11. travnja 1903., kada je došlo do krvoprolića. Naime nekoliko seljaka je ubijeno nakon što su razbili prozore na zgradi željezničke postaje. Ustanak se potom širi na druge gradove i sela, tako da je uznemireno Hrvatsko primorje, Gorski kotar, Hrvatsko zagorje, Međimurje, Podravina te križevačko-bjelovarski kraj.[trebaju točni nadnevci] Razbijani su prozori omraženim mađaronima, protjerivani su mađarski činovnici, napadani su mađaronski posjedi te su paljene mađarske zastave i banove slike. Prosvjednici su se posebno okomili na bazu mađarizacije – željeznicu, režući brzojavne stupove i skidajući protuzakonite mađarske natpise. Naime na željeznici se je uporno koristio mađarski jezik, iako je na području Hrvatske, prema Nagodbi, službeni jezik bio isključivo hrvatski. 
Hrvatski pokret iz 1903. bio je prije svega protumađarski i protumađaronski. Izolirani slučaji ispada prema Židovima zbili su se zbog toga što su u javnom i privatnom životu te pojedince smatrali Mađarima ili “narodnjacima/mađaronima” zbog njihove uporabe mađarskog jezika u javnom i privatnom životu, tako da ovaj pokret nije u sebi imao antisemitski karakter.
Posljedica nemira koji su zahvatili cijelu Bansku Hrvatsku bilo je uvođenje prijekog suda[treba točan nadnevak][zakonska odluka - za Wikizvor] i prepuni zatvori hrvatskih prosvjednika, ali sustavno gušenje od strane vlasti nije uspjelo dok se pokret nije sam smirio u kolovozu. Još u lipnju ban Khuen napušta banski položaj.[treba točan nadnevak]
Pokret je na vrhuncu najviše obuhvatio bjelovarsko-križevački kraj, znatan dio Gorskog kotara i Hrvatskog primorja, samoborsko područje i dio Zagorja. Veliki je dio Kraljevine Hrvatske i Slavonije ostao miran, na području Slavonije, Srijema, Moslavine, Like, Korduna i Banovine.

## Posljedice pokreta
Osim konačnog odlaska omražena bana narodni pokret je imao i druge izrazite posljedice: povezao je političke i nacionalne snage Hrvatske i Slavonije s onima u Dalmaciji, otvorio vrata suradnji između hrvatskoga i srpskoga građanstva te potaknuo pojavu novih političkih povezivanja, prije svega u smislu poboljšanja odnosa između hrvatskih i srpskih političara. To se je dogodilo zbog toga što su Srbi izgubili oslonac u Khuenovoj vlasti te zbog toga što se Srbija pod vlašću nove dinastije Karađorđević okrenula Rusiji i pokrenula protuaustrijsku borbu. Zbližavanje Hrvata i Srba dogodilo se je prvo u Dalmatinskom saboru, 1903. godine. Na njemu je prvi put formuliran program tzv. „novoga kursa“, rezultat kojega je bilo stvaranje Riječke i Zadarske rezolucije te formiranje Hrvatsko-srpske koalicije. Nakon što su, 1903. godine, Hrvatska opozicija (koalicija domovinaša i obzoraša) i Čista stranka prava stvorile jedinstvenu Hrvatsku stranku prava, dolazi i u Dalmaciji do spajanja Stranke prava s Narodnom hrvatskom strankom, pod nazivom Hrvatska stranka, 1905. godine. Nova stranka traži sjedinjenje Hrvatske s Dalmacijom, ali i jedinstvo Hrvata i Srba. Iste godine formirana je i Hrvatsko-srpska koalicija u Banskoj Hrvatskoj. Okupljala je pet stranaka, od kojih je jedna bila i Hrvatska stranka prava, te je bila zastupnica hrvatskoga i srpskoga kapitala i ujedno najjača politička grupacija. Nakon toga se Čista stranka prava izdvaja opet kao zasebna stranka.
Također se formira i novi politički smjer, tzv. politički katolicizam, koji je značio da se i katolici, laici i svećenici, organizirano uključuju u politiku, zalažući se za svoje stavove. Hrvatska historiografija je u socijalizmu cijeli taj pokret označavala klerikalizmom i prikazivala ga kao pokvareno nastojanje Crkve za pridobivanjem vlasti i moći. Prava istina se znatno razlikuje od takvih jednostranih interpretacija. Bio je to odjek sličnih gibanja u Europi, u vremenu kad kršćani naglašeno ulaze u politiku. Prvo, na temelju zaključaka Prvoga katoličkog sastanka (1900.), katolički intelektualci pokreću svoj list – Hrvatstvo (1904.), a kasnije iz njega nastaje Hrvatska kršćansko-socijalna stranka prava (1906.), jer su bili pravaški usmjereni. U nju su bili uključeni uglavnom katolički laici koji su bili izvan glavne struje Hrvatskoga katoličkog pokreta, čiji su predstavnici bili mahom u koalicionaškoj Hrvatskoj stranci prava, te su slijedom toga stremili jugoslavenstvu.
Dakle nakon narodnog pokreta i zbivanja koja su uslijedila stara Stranka prava, sad nova Hrvatska stranka prava, učinila je velik politički zaokret i napustila svoje korijene, dok pod parolama Ante Starčevića, s pozivanjem na hrvatsko državno pravo, i dalje nastupaju Čista stranka prava i Hrvatska kršćansko-socijalna stranka prava u Banskoj Hrvatskoj te Čista stranka prava u Dalmaciji.